# رنگنیا
رنگنیا (به لاتین: Rangunia) یک منطقهٔ مسکونی در بنگلادش است که در رنگونیا واقع شده‌است. رنگنیا ۲۳٬۰۳۶ نفر جمعیت دارد.